# 理論理論
理論理論 （英語：Theory-theory）是与人类对外部世界的理解发展有关的科学理论。  该理论断言，个人拥有一种基本的或“天真的”心理学理论（“ 民间心理学 ”）来推断他人的心理状态， 如他们的信仰，欲望或情感。 此信息用于了解该人的行为背后的意图或预测未来的行为。 术语“透视”有时用于描述一个人如何使用关于另一人的处境的理论知识来推断另一个人的内在状态。 
这种方法由于给探索人类社会认识提供了一个基础，因而受到心理学家的欢迎。从20世纪80年代中期开始，几位有影响的发展心理学家开始倡导理论理论：认为人类的学习是通过一个理论修正的过程，与科学家提出和修正理论的方式非常相似。儿童观察世界，并在此过程中收集有关世界真实结构的数据。随着更多数据的积累，儿童可以相应地修正他们天真的理论。儿童还可以利用这些关于世界因果结构的理论来进行预测，甚至可能对其进行检验。这个概念被称为 "儿童科学家 "理论，提出要发展关于外部世界（包括社会世界）的理论，需要一系列的个人科学革命。 
近年来，贝叶斯学习的支持者们开始用精确的、数学的方式来描述理论理论。贝叶斯学习的概念植根于这样的假设：儿童和成人都是通过理论修正的过程来学习的；也就是说，他们持有关于世界的先验信念，但当接收到相互冲突的数据时，可能会根据这些信念的强弱来修正这些信念。 

## 兒童發展
通過他們的成長和發展，孩子們會不斷地形成直覺的理論；當他們遇到新的結果和觀察時，修改和改變它們。一些發展主義者對其理論的發展進行了研究，繪製出兒童何時開始形成關於某些主題的理論，例如生物和物理世界、社會行為以及他人的思想和思想（“心靈理論” )，儘管對於這些理論形成的轉變何時發生仍存在爭議。
在他們的調查過程中，孩子們經常提出問題，經常提出“為什麼？” 對成年人來說，不是尋求技術和科學的解釋，而是尋求調查所討論的概念與他們自己的關係，作為他們以自我為中心的觀點的一部分。在一項為期兩週的研究中，墨西哥裔美國母親接受了關於學齡前兒童提出的問題類型的採訪，研究人員發現，孩子們向父母詢問的更多是生物學和社會行為，而不是無生命的物體和人工製品。在他們的問題中，孩子們大多模棱兩可，不清楚他們是否想要解釋目的或原因。雖然父母通常會用因果解釋來回答，但有些孩子發現答案和解釋不足以讓他們理解，結果他們開始創造自己的理論，尤其是在孩子對宗教的理解上。
該理論也參與了維果茨基的社會學習理論，也稱為建模。維果茨基聲稱，人類作為社會生物，通過觀察他人的行為並模仿他們來學習和發展。在這個社會學習的過程中，在模仿之前，孩子們會首先發布詢問並調查為什麼成年人會以特定的方式行事。之後，如果大人成功了，孩子很可能會模仿大人，但如果大人失敗了，孩子會選擇不效仿  

## 與其他理論的比較

### 心智理論 (ToM)
Theory-theory與關注人的心理狀態的心智理論（ToM） 密切相關，但與 ToM 的不同之處在於，theory-theory的全部範圍還涉及機械設備或其他物體，而不僅僅是思考人及其觀點. [需要引用]

### 仿真理論
在讀心術的科學辯論中，理論理論經常與模擬理論形成對比，模擬理論是另一種理論，它表明模擬或認知移情是我們理解他人不可或缺的一部分。